# Cazeaux-de-Larboust
Cazeaux-de-Larboust là một xã thuộc tỉnh Haute-Garonne trong vùng Occitanie ở tây nam nước Pháp. Xã nằm ở khu vực có độ cao trung bình 995 mét trên mực nước biển.